# Snöis

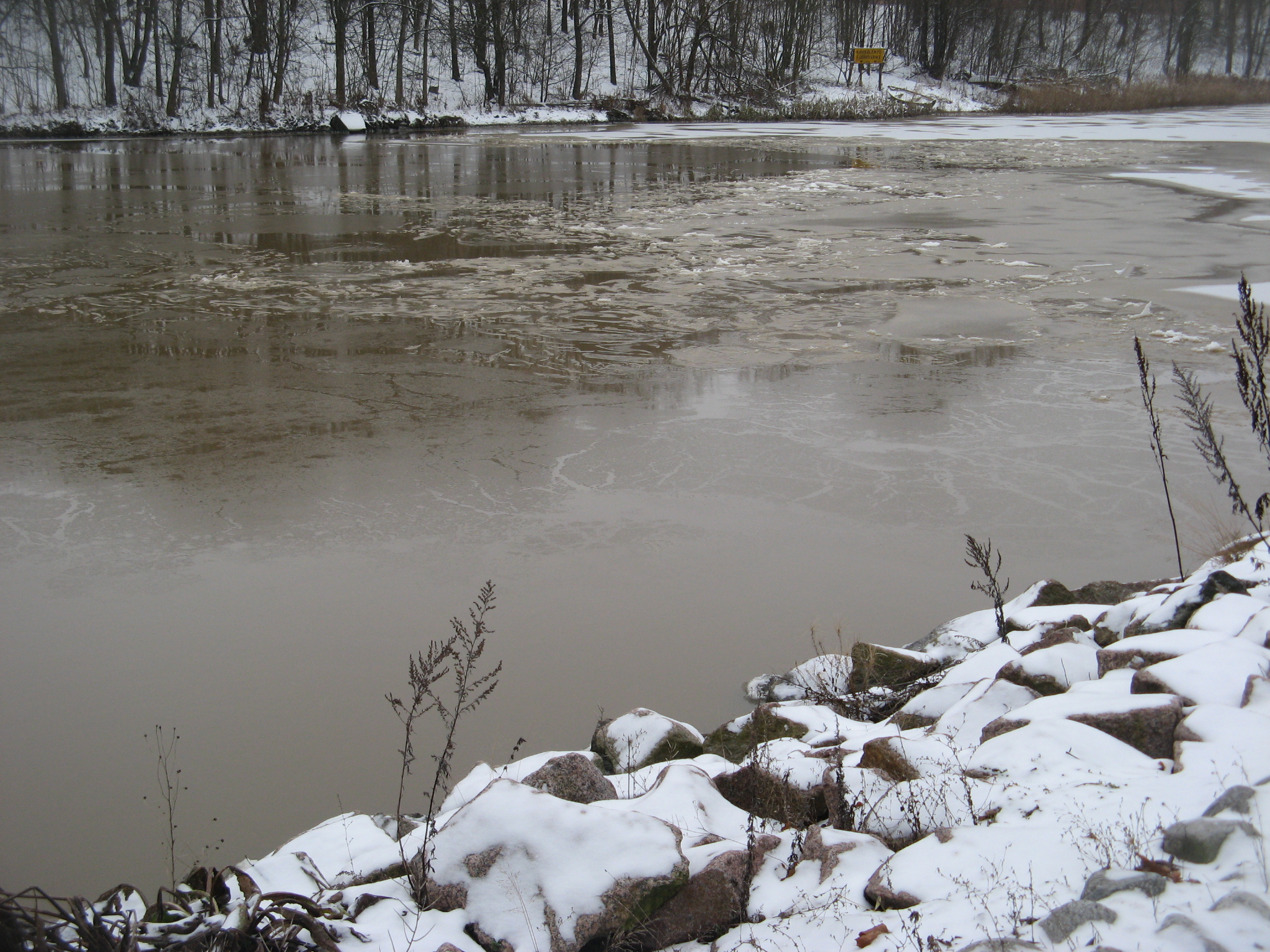
Isbildning i en å vid lätt snöfall: till höger, nedströms, har snön stannat och frusit; snön som faller uppströms flyter ner och samlas som tjockare snömos för att så småningom frysa som snöis.

Snöis är en istyp som uppstår av att snö i vatten fryser. När vattnet är noll grader men ännu inte har frusit till is och det snöar i vattnet kommer snön inte att smälta utan blir liggande som snömos i vattnet. Om det sedan uppstår förutsättningar för att vattnet kan frysa till is kommer även snömoset att frysa och snöis uppstår.
Det som vanligen sker är att ytterligare istillväxt sker varvid kärnis bildas under snöisen. Då övergår snöisen att bli en sorts stöpis.
Vanligtvis är snömängden i vattnet ganska liten. Snön samlas då i slöjliknande ansamlingar. När sedan isläggning sker får man kärnis där snö saknas och stöpis annars. Det svart-vita mönstret som då uppstår blir ofta vackert marmorerat. Det händer även att man har kraftigt snöfall och att snön täcker hela vattenytan. Vid isbildning får man då stöpis över hela sjön.
Ren snöis, d.v.s. snöis som saknar kärnis under, är inte speciellt hållfast. Den ur snöisen bildade stöpisen har dock relativt god kvalité och är ofta utmärkt för skridskoåkning.
Snöis är en grundläggande istyp. Andra grundläggande istyper är kärnis och kravis.